# Gioura
Gioura är en mindre, obebodd ö i Grekland. Den ligger i ögruppen Sporaderna och regionen Thessalien, i den östra delen av landet, 160 km norr om huvudstaden Aten. Arean är 11,1 kvadratkilometer.